# Geräusch (Album)
Geräusch ist das zehnte Studioalbum der deutschen Punkrock-Band Die Ärzte. Es erschien am 29. September 2003 als ihr erstes (und bis heute einziges) Studio-Doppelalbum.
Den Schallplattenauszeichnungen zufolge verkaufte sich Geräusch über 410.000 Mal.

## Hintergrund
Da, nach Angaben der Band, jede „große“ Rockband der 1970er Jahre ein Studio-Doppelalbum herausbrachte, entschlossen sich auch die Ärzte als nächste Veröffentlichung nach dem Unplugged-Album Rock ’n’ Roll Realschule ein solches aufzunehmen. Die Verpackung des Albums ist dementsprechend wie eine klassische Doppel-LP gestaltet und die CDs ähneln optisch jeweils einer Vinyl-LP.
Neben dem üblichen Ärzte-Genremix (Spaß-, Punk- und Rock-Songs über eine große Bandbreite teilweise absurder Themen), finden sich mehrere ernsthaftere, explizit politische Lieder auf dem Album, das maßgeblich zur Zeit des Irakkrieges aufgenommen wurde.

## Promotion
Um für das Album zu werben, wurden im Vorfeld die Informationen zum Doppelalbum aufgeteilt: So war auf der Website der Band jeweils nur eine CD mit zugehörigem Cover zu sehen, welche Tag und Nacht wechselten.
Zur Veröffentlichung der zweiten Single Dinge von denen wurde Schlagzeuger Bela B. kurzzeitig aus der Biografie der Band gelöscht, von allen Fotos und Covers wegretuschiert, in den Songcredits ausgelassen und sogar Songtitel wurden umbenannt („Super Drei“ wurde z. B. zu „Super Zwei“). Selbst aus den drei Punkten über dem „Ä“ im Logo der Band wurden zwei. Das Video, das aus einem Schwarzweiß-Auftritt in einer erfundenen Fernsehshow bestand, wurde auch zunächst nur mit Urlaub und Rod gezeigt, das Schlagzeug blieb unbesetzt. Die zweite Version brachte dann die Erklärung: In eingeschnittenen Szenen wurde gezeigt, dass Bela B. den Auftritt vergessen oder verschlafen hatte. Diese Aktion sollte laut Farin Urlaub eine Anspielung auf die Trotzki-Verleugnung während der Stalin-Ära in der Sowjetunion sein.

## Titelliste

### CD 1: „Schwarzes Geräusch“
1. Als ich den Punk erfand… (Bela B., Farin Urlaub) – 1:53 (inkl. Hidden Pregap-Track Hände innen (Farin Urlaub) – 3:41)
2. System (Farin Urlaub) – 2:44
3. T-Error (Rodrigo González/Rodrigo González, Donna Blitz) – 3:37
4. Nicht allein (Farin Urlaub) – 5:19
5. Dinge von denen (Rodrigo González/Rodrigo González, Donna Blitz) – 3:57
6. Der Grund (Bela B.) – 2:54
7. Geisterhaus (Rodrigo González/Rodrigo González, Donna Blitz) – 3:49
8. Ein Mann (Farin Urlaub) – 2:18
9. Anders als beim letzten Mal (Farin Urlaub) – 4:17
10. Ruhig angehn (Bela B.) – 3:23
11. Jag Älskar Sverige! (Farin Urlaub) – 3:40 (schwedisch für: „Ich liebe Schweden!“)
12. Richtig schön Evil (Bela B.) – 3:21
13. Schneller leben (Farin Urlaub) – 3:03

### CD 2: „Rotes Geräusch“
1. Unrockbar (Farin Urlaub) – 4:01
2. Deine Schuld (Farin Urlaub) – 3:35
3. Lovepower (Rodrigo González/Rodrigo González, Donna Blitz) – 2:32
4. Der Tag (Farin Urlaub) – 3:48 (mit Celina Bostic)
5. Die Nacht (Bela B.) – 5:02
6. Nichts in der Welt (Farin Urlaub) – 3:47
7. Die klügsten Männer der Welt (Bela B.) – 3:58
8. Piercing (Rodrigo González/Rodrigo González, Donna Blitz) – 4:17
9. Besserwisserboy (Farin Urlaub) – 3:41  (mit Gunter Gabriel)
10. Anti-Zombie (Rodrigo González/Rodrigo González, Donna Blitz) – 4:09  (mit Martin Klempnow)
11. Pro-Zombie (Farin Urlaub) – 2:08
12. WAMMW (Farin Urlaub) – 1:51  (Abkürzung für „Wenn alle Männer Mädchen wären“)
13. NichtWissen (Bela B.) – 4:59

## Singles
Singleauskopplungen waren:
- 2003: „Unrockbar“ – mit den B-Seiten „Kontovollmacht…“ (Bela B.), „Aus dem Tagebuch eines Amokläufers“ (Farin Urlaub) und „Dolannes Melodie (Live)“ (Paul De Seeneville)
- 2003: „Dinge von denen“ – mit den B-Seiten „Powerlove“ (Bela B.) und „Worum es geht“ (Farin Urlaub)
- 2004: „Nichts in der Welt“ – mit den B-Seiten „Geld (Live)“ (Bela B.), „Anti-Zombie (Live)“ und „WAMMW MESMAAG (Live)“ (die Live-Versionen sind auch auf der DVD Die Band, die sie Pferd nannten zu finden)
- 2004: „Deine Schuld“ – mit den B-Seiten „Biergourmet (Unplugged)“ (Bela B., Rodrigo González, Farin Urlaub/Bela B.), „N 48.3 (Unplugged)“ (Farin Urlaub) und „Frank’n’stein (Syllable-Jive-Version!)“ (Bela B.)
- 2004: „Die klügsten Männer der Welt“ – mit der B-Seite „Sprüche III“ (Bela B., Farin Urlaub, Rodrigo González) (welche eine Fortsetzung der „Sprüche“ von Nach uns die Sintflut und „Sprüche II“ von Wir wollen nur deine Seele darstellt)

## Rezeptionen
Die Kritiken fallen überwiegend positiv aus. Die Mehrheit der Rezensierenden attestiert den Ärzten ein solides Album vorgelegt zu haben. So spricht Michael Schuh auf Laut.de von „einer Platte, die niemanden enttäusche“. Marcus Schleutermann von RockHard befindet, dass den Ärzten ein inspiriertes Werk gelungen sei, das beste Unterhaltung biete. André Görke vom Tagesspiegel zieht ein unentschlossenes Fazit und bekundet, dass Erwartbares abgeliefert wurde.